# Proton Tehnologies
Proton Tehnologies este o companie de retail și distribuție de telefoane mobile și accesorii GSM din România, înființată în anul 1999.
Compania a fost deținută de omul de afaceri Gabriel Sandu, care în anul 2008 a vândut 66% din acțiuni către Vodafone.
Compania are o rețea de 73 de magazine, din care majoritatea unităților sunt concentrate în Moldova.
Număr de angajați în 2007: 201
Cifra de afaceri în 2007: 40 milioane euro